# Esonimi in lingua tedesca di località della Svizzera italiana
Gli esonimi in lingua tedesca di località della Svizzera italiana sono i nomi in tedesco di alcune località dei cantoni della Svizzera in cui l'italiano è lingua ufficiale.
I nomi in corsivo hanno solo valenza storica in quanto non più utilizzati.
Gli esonimi in tedesco relativi al Canton Ticino e al Distretto di Moesa non fanno parte della lingua standard (Hochdeutsch) ma solo dello Schweizerdeutsch, ovvero l'inflessione svizzera della lingua tedesca.

## Distretti e vallate

### Grigioni
Gli esonomi tedeschi corrispondono ad una forte diffusione del tedesco fino al XVI secolo.
La val Bregaglia tradizionalmente aveva come lingua parlata il romancio, ma come lingua scritta c'era un bilinguismo latino-tedesco. Con la riforma protestante, pastori riformati che provenienti da tutta Italia scappavano dall'Inquisizione furono accolti nella valle e usarono come lingua di predicazione l'italiano.
L'alta valle abbracciò la riforma ma adottò la lingua italiana, che soppiantò il tedesco.
La val Mesolcina, per i forti contatti con i cantoni interni, aveva una situazione linguistica mista. La controriforma comportò un afflusso di predicatori italiani: l'esito fu l'affermazione dei cattolici, accompagnata da quella della lingua italiana. In val Poschiavo ci fu un bilanciamento fra cattolici e riformati e un afflusso di predicatori italiani che determinò l'affermazione della lingua italiana.
I testi in romancio adottano di solito gli esonomi tedeschi.
- Val Bregaglia Bergell
- Val Mesolcina Misox
- Moesa Moësa (moe:za)
- Val Poschiavo Puschlav

Sono caduti in disuso alcuni esonimi tedeschi della Valtellina (possedimento grigionese fino al 1797) come Thiran (Tirano) e Sünders (Sondrio).

### Ticino
L'uso di esonimi tedeschi per indicare le località dell'attuale Canton Ticino data dai primi decenni del XVI secolo quando, in date diverse, divennero suddite dei cantoni confederati.
In particolare Locarno nel 1513 fu conquistata dagli svizzeri e prese il nome ufficiale di Luggurium.
Il territorio venne amministrato tramite i baliaggi, un istituto che accentrava soprattutto il potere giudiziario. Sull'uso della lingua, significativo è che gli atti della città di Bellinzona, che pure si era affidata ai confederati, erano solo in latino e in tedesco, non in italiano.
Il tedesco era, comunque, la lingua d'uso per gli appelli che si svolgevano davanti alla Dieta Confederale, che si riuniva normalmente a Baden (Svizzera).
L'epoca dei baliaggi è ricordata come epoca di servaggio e gli esonimi conservavano nella popolazione ticinese una connotazione negativa. La libertà venne recuperata solo dopo l'intervento napoleonico. Molto significativo è che nel testo redatto in lingua tedesca dell'Atto di mediazione del 1803 le città vengano indicate solo con il loro nome italiano.
In Germania Luggarus per Locarno non è usato ed anche il Patto di Locarno in tedesco diventa Verträge von Locarno.
- Bellinzonese Bellenz
- Blenio (distretto e valle) Bollenz
- Leventina Livinen
- Locarnese Luggarus[6]
- Luganese Lauis
- Mendrisiotto Mendris
- Riviera Reffier
- Vallemaggia (distretto e valle) Maiental

## Fiumi, laghi, montagne e passi alpini
- Adula: Rheinwaldhorn, Rheinwaldspitze
- lago Maggiore: Langensee[7]
- passo del San Gottardo: Gotthardpass
- passo del Lucomagno: Lukmanierpass
- passo della Novena: Nufenenpass
- fiume Ticino: Tessin
- Tresa: Treis

## Località
- Agno: Eng
- Airolo: Eriels
- Ascona: Aschgunen, Aschonen
- Balerna: Balern
- Bedretto: Romigg, Romegg
- Bellinzona: Bellenz
- Biasca: Abläsch, Ablentschen, Ablentsch
- Bissone: Byssen
- Bivio: Stalla
- Bondo: Bundth
- Bosco Gurin: Bosco/Gurin[8], Griin[9]
- Brissago: Brisa
- Brusio: Brüs
- Buseno: Busen
- Castasegna: Castasengen
- Dongio: Denntsch
- Faido: Pfaid
- Giornico: Irnis
- Giubiasco: Siebenäsch
- Isone: Son
- Lugano: Lauis, Lowertz
- Malvaglia: Manglia
- Mendrisio: Mendris
- Mesocco: Misox
- Minusio: Maniss
- Osogna: Ulonia
- Pollegio: Klösterli
- Ponte Tresa: Treisbruck
- Poschiavo: Puschlav
- Quinto: Quint im Livinental
- Roveredo: Rofle, Ruffle
- Soazza: Sowaz, Zauatz
- Soglio: Sils im Bergell
- Vicosoprano: Vespran